# Julián Ríos
Pour les articles homonymes, voir Julián Ríos (acteur) et Rios.
Julián Ríos, né en 1941 à Vigo (Galice),est un écrivain espagnol classé parmi les plus avant-gardistes de sa génération. Son œuvre la plus connue, fortement influencée par l'inventivité verbale James Joyce, a été publiée en 1983 sous le titre Larva.

## Biographie
Julian Rios vit et travaille depuis de nombreuses années à Vétheuil, en région parisienne. Il déclare à ce propos « Ce n'est pas un hasard si j'habite non loin de Croisset, où je vais d'ailleurs souvent. Quand je vois passer les bateaux la nuit sur la Seine, je me dis qu'ils ne tarderont pas à passer devant [la maison de Flaubert].»
Romancier, essayiste et critique d’art, Julián Ríos fit paraître en 1973 Solo a dos voces, cosigné avec Octavio Paz (traduit chez Ramsay en 1991). C’est à partir de ce moment-là qu’il s’atèle à son roman-fleuve ou “novela-ríos”, Larva, un cycle de fictions autonomes bien que communicantes. La sortie du premier titre du cycle, Larva, Babel d’une nuit de la Saint-Jean (1984), un volumineux volume de 600 pages, constitua un événement majeur salué par de grands écrivains de différents pays et reconnu par la critique internationale, depuis El País, de Madrid (L’entreprise narrative la plus explosive, démesurée et ambitieuse des dernières décennies) ou Quimera, de Barcelone (Exploit narratif et linguistique qui découvre de nouveaux territoires à la langue espagnole) jusqu’au Frankfurter Allgemeine Zeitung (Année après année, Julián Ríos construit un roman monumental, Larva, seulement comparable dans son ambition à l’œuvre de James Joyce.) ; depuis The Observer, de Londres (Un étonnant hommage à ses semblables, Rabelais, Sterne et spécialement Joyce.) ou le Japan Times, de Tokyo (Le plus grand événement culturel de l’ère postfranquiste).  Au moment de la sortie très attendue de Larva en Espagne, Libération reconnaissait : L’une des grandes aventures postmodernes de l’écriture. Une langue castillane haute comme une tour de Babel.
Carlos Fuentes, Octavio Paz, Juan Goytisolo le considèrent comme le rénovateur de la prose espagnole. L'Encyclopaedia Britannica consacre la prose de Ríos comme étant la plus tumultueusement originale du siècle. 
Le critique Ramon Chao, le décrit ainsi, Le Monde, 15 juillet 1995 :
Rabelais et Lewis Carroll avaient ouvert la porte du calembour et du nonsense. Joyce, avec d'autres visées, s'y est engouffré : J'aimerais, disait-il, un langage qui soit au- dessus de tous les langages, un langage auquel servent tous les autres. Je ne puis m'exprimer en anglais sans m'emprisonner dans une tradition. En un brassage d'au moins une vingtaine de langues (y compris le morse !), Ríos, qui, lui non plus, ne pouvait écrire dans son idiome original, s'est aventuré à créer un espagnol universel. La langue de base est bien le castillan, mais un castillan forcé, fracturé, qui se détruit en même temps qu'il se reconstitue étranger à lui-même. Les références culturelles s'emboîtent, s'accouplent, se multiplient apparemment à l'abri de tout contrôle. Mais rien n'y est gratuit. Les jeux de mots obéissent tous à la plus stricte mécanique interne, à la nécessité structurelle du roman, à ce qui appartient en propre à l'auteur et que nous définirions par la jonction entre le Siècle d'or espagnol et le nouveau modernisme. Julián Ríos retourne vers l'endroit lointain, dans la profondeur de la durée où les souvenirs demeurent, cueille les textravaganzas de Cervantes, Gongora, Juan de la Cruz (...), les dilue dans son récit, les malaxe avec celles des hétérodoxes de la littérature occidentale (Sterne, Sade, Lautréamont, Mallarmé, Beckett,...) et les restitue dans un monde où ne subsistent que des greffiers en langue morte. Dès lors, reconnaître l'ampleur du vide que la négligence a creusé, redécouvrir les formes perdues, revient à rendre neufs les mots de la tribu, comme le souhaitait Mallarmé.

## Œuvres
- Solo à deux voix (entretiens avec Octavio Paz), Ramsay, 1992
- Poundémonium, Éditions José Corti, 1994
- Chapeaux pour Alice, Éditions José Corti, 1994
- Larva. Babel d'une nuit de la Saint-Jean, Éditions José Corti, 1995
- La Vie sexuelle des mots, Éditions José Corti, 1995
- Belles lettres, Éditions José Corti, 1996
- Album de Babel, Éditions José Corti, 1996
- Portraits d'Antonio Saura, Éditions José Corti, 1998
- Monstruaire, Éditions José Corti, 1998
- Nouveaux chapeaux pour Alice, Tristram, 2007
- Chez Ulysse, Tristram, 2007
- Cortège des ombres, Tristram, 2008
- Quichotte & fils, (essais), Tristram, 2009
- Monstruaire, Tristram, 2010
- Pont de l'Alma, Tristram, 2010

### Études sur l'œuvre de Julián Ríos
- Julián Ríos, le Rabelais des lettres espagnoles sous la direction de Stéphane Pagès, PUM, 2007

- Julián Ríos, les romans de Lady Di, dossier et interview par Thierry Guichard, in le Matricule des anges, n° 109, janvier 2010
- Lire avec la traduction. L'exemple de LARVA. Babel de una noche de San Juan de Julián Ríos, Amaury de Sart, Librairie Droz, 2025.